# Green Flash (アルバム)
『Green Flash』（グリーン フラッシュ）は、MINIQLOのインディーズ・ミニアルバム。

## 解説
2011年12月31日に発売された。作詞はAZUKI七、作曲は中村由利。

## 収録曲
1. 英雄
2. 短い夏
3. 八月の夜